# Jacques Prévert

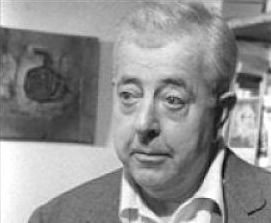
Jacques Prévert 1961 im Film Mon frère Jacques

Jacques Prévert (* 4. Februar 1900 in Neuilly-sur-Seine, Paris; † 11. April 1977 in Omonville-la-Petite, Département Manche) war ein französischer Autor.

## Leben
Der als Lyriker ungewöhnlich populäre Prévert wuchs im Pariser Vorort Neuilly-sur-Seine und später in Paris auf. Sein Vater war Theaterkritiker und nahm ihn häufig zu Aufführungen mit, seine Mutter vermittelte ihm die Liebe zur Literatur. Mit 15 Jahren verließ er die Schule und arbeitete in einem Kaufhaus. 1920 lernte er im Militärdienst Yves Tanguy und Marcel Duhamel kennen; 1925 stieß er über Raymond Queneau zum Kreis der Surrealisten, aus dem ihn bald das autoritäre Auftreten ihres Anführers, André Breton, vertrieb. Daraufhin gründete er mit seinem Bruder Pierre, Tanguy, Queneau u. a. die „bande à Prévert“.

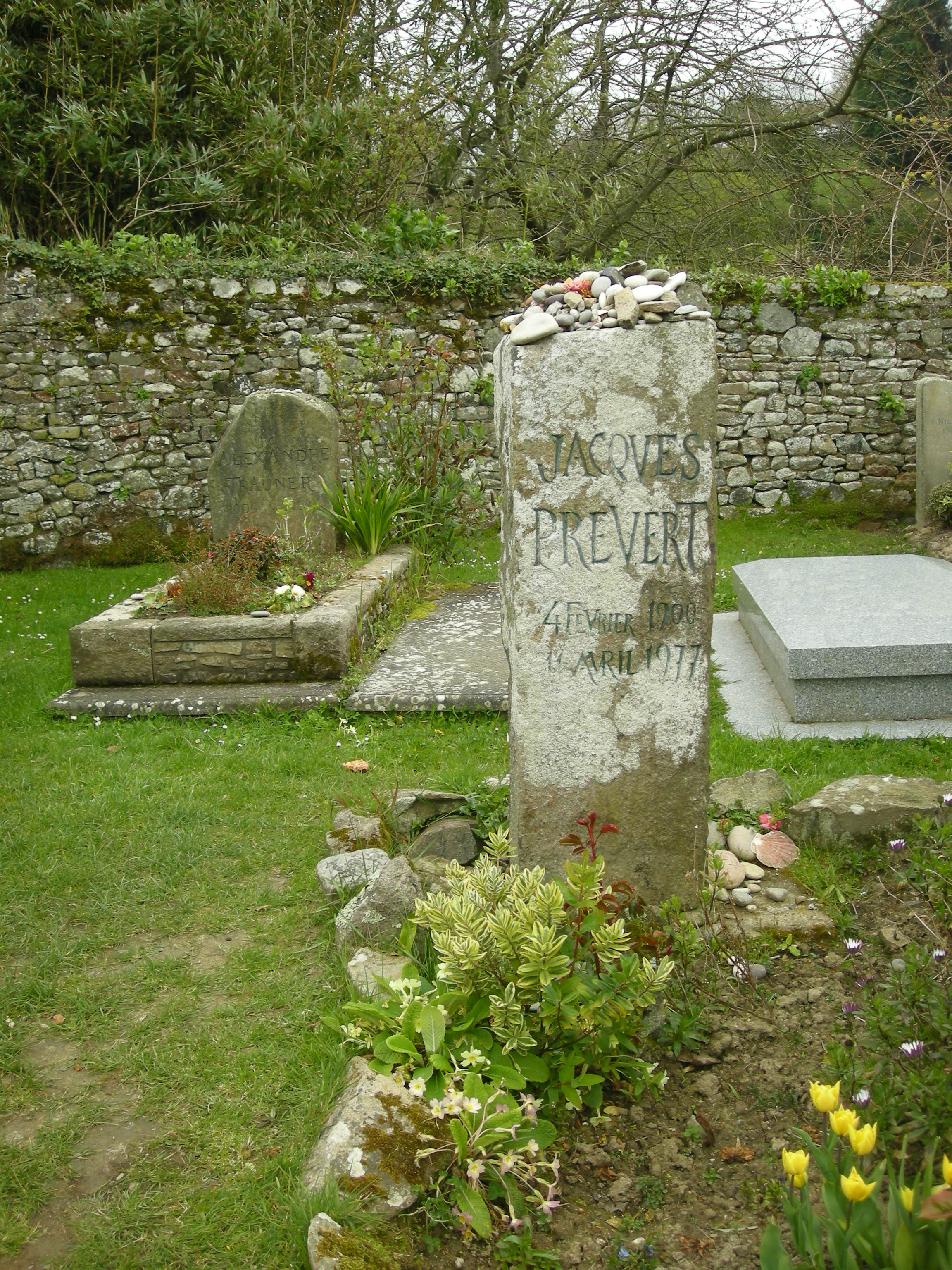
Das Grab von Jacques Prévert auf dem Friedhof Omonville-la-Petite (Normandie)

Im Jahr 1928 sammelte Prévert zusammen mit seinem Bruder Erfahrungen als Filmproduzent. Zwischen 1932 und 1936 verfasste er Stücke für das linke Amateurtheater Octobre. Daneben schrieb er Gedichte, doch einen Namen machte er sich ab Mitte der 1930er Jahre zunächst als Drehbuchautor der Filme seines Bruders und der Regisseure Jean Renoir (Das Verbrechen des Herrn Lange, 1936) und Marcel Carné (u. a. Drôle de drame, 1937; Hafen im Nebel, 1938; Der Tag bricht an, 1939; Die Nacht mit dem Teufel, 1942; Kinder des Olymp, 1943/45; Les portes de la nuit, 1946). Er gehörte zu den Begründern des poetischen Realismus.
Eine Sammlung seiner in Zeitschriften publizierten sowie weiterer unveröffentlichter Gedichte Préverts erschien 1946 unter dem Titel Paroles. Der Erfolg des Buches machte ihn zum einflussreichsten französischen Lyriker der Jahrhundertmitte. Viele seiner Gedichte wurden von Joseph Kosma u. a. vertont und von bekannten Chansonniers (Les feuilles mortes von Juliette Gréco, Yves Montand u. a.) gesungen. Zu den berühmten Gedichten dieser Sammlung gehört auch Barbara, das die Bombardements der Stadt Brest im Zweiten Weltkrieg thematisiert. Spätere Lyrikbände Préverts waren ebenfalls erfolgreich, darunter Histoires, 1946; Spectacle, 1951; La Pluie et le beau temps, 1955; Fratras, 1966; Choses et autres, 1972; La Cinquième Saison, postum 1984.
1948 erkrankte Prévert infolge eines Fenstersturzes und eines mehrtägigen komatösen Zustands an einem neurologischen Leiden. 1971 zog er von Antibes nach Omonville-la-Petite in die Nachbarschaft seines Freundes Alexandre Trauner. Er liegt auf dem Friedhof des Ortes begraben. 
Eine Besonderheit des poetischen Stils Préverts waren die Schlichtheit und Verständlichkeit der meisten seiner Gedichte, die voller Wortspiele und Metaphern sind und dennoch eine unmittelbare Poesie ausstrahlen und eingängige Botschaften vermitteln. Vor allem jene Texte, die von der Epoche unabhängige menschliche Themen wie Freiheitsstreben, Liebe, Glück und Enttäuschung bearbeiten, sprechen noch heute viele Leser an und werden in Schulen als Unterrichtsstoff verwendet. Zu seinem Werk zählen auch politisch motivierte Gedichte gegen Militarismus, die katholische Kirchenlehre und bürgerliche Konventionen.

## Werke
- Déjeûner du matin (1945)
- Paroles (1946)
- Contes pour enfants pas sages (1947)
- Les enfants qui s'aiment (1949)[3]

- Spectacle (1951)
- Lettre des îles Baladar (1952)
- Tour de chant (1953)
- La pluie et le beau temps (1955)
- Histoires (1963)
- Fatras (1966)

## Filmografie
- 1932: Das Ding ist geschaukelt (L’affaire est dans le sac)
- 1936: Das Verbrechen des Herrn Lange (Le crime de Monsieur Lange)
- 1937: Ein sonderbarer Fall (Drôle de drame)
- 1938: Das Geheimnis von St. Agil (Les Disparus de Saint-Agil)
- 1938: Ernest le rebelle (Dialoge)
- 1938: Hafen im Nebel (Le quai de brumes)
- 1939: Der Tag bricht an (Le jour se lève)
- 1939/41: Schleppkähne (Remorques)
- 1942: Die Nacht mit dem Teufel (Les visiteurs du soir)
- 1943: Wetterleuchten (Lumière d’été)
- 1943/45: Kinder des Olymp (Les enfants du paradis)
- 1947: Arche Noë (L’arche de Noë)
- 1946: Pforten der Nacht (Les portes de la nuit)
- 1947: Fahrt ins Blaue (Voyage-surprise)
- 1949: Die Liebenden von Verona (Les amants de Vérone)
- 1956: Der Glöckner von Notre Dame (Notre Dame de Paris)
- 1979: Der König und der Vogel (Le roi et l'oiseau)